# Andrej Plenković
Andrej Plenković, född 8 april 1970 i Zagreb i Jugoslavien (nuvarande Kroatien), är en kroatisk advokat, diplomat och politiker (HDZ). Sedan den 19 oktober 2016 är han Kroatiens premiärminister och ledare av koalitionsregeringen Plenković.

## Politisk karriär
Sedan Plenković år 2003 examinerats vid juridiska fakulteten vid Zagreb universitet innehade han olika ämbeten i det kroatiska utrikesdepartementet. Åren 2011–2013 var han parlamentsledamot för Kroatiska demokratiska unionen i det kroatiska parlamentet. I samband med Kroatiens anslutning till Europeiska unionen den 1 juli 2013 valdes han till en av de tolv första kroatiska parlamentsledamöterna i Europaparlamentet för perioden 2013–2014. Den 12 juli 2016 valdes han till Kroatiska demokratiska unionens partiledare där han efterträdde Tomislav Karamarko. I parlamentsvalet i Kroatien år 2016 blev Kroatiska demokratiska unionen med knapp marginal valets största parti och den 19 oktober 2016 blev Plenković landets premiärminister.